# Doraemon: Nobita và hòn đảo diệu kì - Cuộc phiêu lưu của loài thú
Doraemon: Nobita và hòn đảo diệu kì - Cuộc phiêu lưu của loài thú (ドラえもんのび太と奇跡の島 〜アニマル アドベンチャー〜 Doraemon Nobita to Kiseki no Shima 〜Animal Adventure〜) hay còn có tên là Doraemon The Dream là bộ phim thứ 32 trong loạt phim chủ đề Doraemon nhân kỉ niệm 100 năm trước khi Doraemon ra đời. Đạo diễn bởi Kusuba Kozo nội dung phim kể về chuyến phiêu lưu đến hòn đảo kì bí thời tiền sử và những bí ẩn về con bọ vàng Hercules. Phim được khởi chiếu vào 3 tháng 3 năm 2012. Ca khúc mở đầu là "Yume wo Kanaete Doraemon" (夢をかなえてドラえもん, dịch nghĩa Có Doraemon, giấc mơ thành hiện thực) do MAO trình bày, ca khúc kết thúc là "Ikiteru Ikiteku (生きてる生きてく, dịch nghĩa Hãy sống và tiếp tục sống) do Fukuyama Masaharu trình bày và lồng trong phim là "Kimi no Hikari" (キミのひかリ, dịch nghĩa Ánh sáng từ bạn) do Horie Mitsuko trình bày. Vào tháng 11 năm 2011 Mugiwara Shintaro đã đăng nội dung phim dưới hình thức là truyện dài trên tạp chí CoroCoro Comic. Một trò chơi điện tử cùng tên dựa trên phim cũng đã được phát hành bởi Nintendo 3DS vào ngày 1 tháng 3 năm 2012 Sau Nhật Bản, phim được trình chiếu ở một số quốc gia trên thế giới: Đài Loan (chiếu rạp 29 tháng 6 năm 2012), Hàn Quốc (chiếu rạp 25 tháng 7 năm 2012), Hồng Kông (chiếu rạp 26 tháng 7 năm 2012), Ma Cao (chiếu rạp 26 tháng 7 năm 2012), Thái Lan (chiếu rạp 18 tháng 10 năm 2012), Ấn Độ (chiếu rạp 24 tháng 5 năm 2013) và Tây Ban Nha (24 tháng 6 năm 2015). Tại Việt Nam, phim được phát sóng lần đầu
trên kênh truyền hình HTV3 vào ngày 5 tháng 7 năm 2013 và được phát lại vào ngày 24 tháng 12 năm 2017.

## Nội dung

Bìa truyện Nobita và hòn đảo diệu kì - Hành trình muông thú

Nobita được mua cho một con bọ cánh cứng, Nobita đem nó đi đấu với Jaian nhưng lại bị thua nên Nobita nhờ Doraemon bắt cho mình một con khác để phục thù,trong lúc dò tìm bọ cánh cứng cho Nobita không may lại bắt dính loài khổng điểu cổ đại. Lo sợ khi đưa nó về thế giới cổ đại cũng sẽ diệt vong nên nhóm Doraemon đưa nó đến một nơi có tên là đảo Beregamondo. Ở đây nhóm bạn đã gặp người quản lý đảo, cô tiến sĩ Kelly. Do sơ suất nên Doraemon bị con khổng điểu lấy mất gậy lãng quên. Con khổng điểu ấy đã đánh rơi cậy gầu đó vào đầu Nobisuke/Dakke (ba Nobita lúc chạc tuổi Nobita). Trước đây trong lúc Robot Gonsuke đưa rước nhóm Nobita đến đảo đã nhầm lẫn thời đại và đưa Nobisuke của thế kỉ XX đi và cậu ta bị rơi xuống giao lộ thời gian. Do Nobita lẻn bắt một con bọ cánh cứng trên đảo về bị Doraemon phát hiện và bắt đem trở lại đảo. Chuyến đi này họ gặp được Dakke một người có hình dáng, tính cách như Nobita ngoại trừ Dakke đầu trọc và không đeo kính. Sau đó mọi người làm quen với Koron và chú chim nhỏ Kurajo và dân làng nơi đây. Bất ngờ tiến sĩ Kelly bị tên thương gia Sherman bắt đi. Mục đích của hắn là ép dân làng nói ra chỗ ở của Hoàng Kim Hercules, linh vật đảo. Trừ Koron, dân trên đảo chưa từng thấy nó. Trong lúc Koron dẫn nhóm bạn Doraemon đến chỗ mà cô bé đã gặp con bọ ấy thì bị bọn Sherman tấn công vào làng; Suneo, Koron và Kurajo bị chúng bắt đi làm con tin. Ngay sau nghe tin thì những người lại trong nhóm Doraemon ngay lập tức đến cứu với vài bảo bối thông dụng. Lúc này đột nhiên Hoàng Kim Hercules xuất hiện và bị Sherman bắt và cách li nên vạn vật và muông thú trên đảo đột nhiên mất hết sinh khí. Mọi chuyện tưởng chừng như lão Sherman thắng cuộc thì tiến sĩ Kelly đã vượt khỏi ngục và giải phóng cho Hoàng Kim Hercules thành công. Cuộc sống muông thú và cư dân trên đảo trở lại bình thường. Lúc này đây, Nobita đã biết được Dakke chính là ba của mình lúc nhỏ và lòng dâng trào niềm hạnh phúc. Sau đó thì Nobisuke bị Doraemon làm cho quên mất những ký ức về hòn đảo này và quay về tương lai trước nhóm Nobita.

## Phân Vai Lồng Tiếng
| Nhân vật        | Diễn viên lồng tiếng | Diễn viên lồng tiếng | Diễn viên lồng tiếng |
| Nhân vật        | Nhật Bản             | Việt Nam (2013)      | Việt Nam (HTV3)      |
| --------------- | -------------------- | -------------------- | -------------------- |
| Doraemon        | Mizuta Wasabi        | Thùy Tiên            | Thùy Tiên            |
| Nobita          | Ohara Megumi         | Anh Tuấn             | Hoàng Khuyết         |
| Shizuka         | Kakazu Yumi          | Ngọc Châu            | Hoài Thương          |
| Jaian           | Kimura Subaru        | Quốc Tín             | Thiện Trung          |
| Suneo           | Seki Tomokazu        | Minh Vũ              | Minh Vũ              |
| Dorami          | Chiaki               | Huyền Chi            | Kiều Oanh            |
| Mẹ Nobita       | Mitsuishi Kotono     | Minh Chuyên          | Thu Hiền             |
| Ba Nobita       | Matsumoto Yasunori   | Bá Nghị              | Trần Vũ              |
| Koron           | Mizuki Nana          | Ái Phương            | Thúy Hằng            |
| Nobisuke/Dakke  | Nozawa Masako        | Hoàng Sơn            | Kim Anh              |
| Tiến sĩ Kelly   | Tanaka Atsuko        | Khánh Vân            | Linh Phương          |
| Sherman         | Yamadera Koichi      | Trần Vũ              | Trí Luân             |
| Kurajo          | Kakazu Yumi          | Huỳnh An             | Thu Huyền            |
| Gonsuke         | Naoki Tatsuta        | Hạnh Phúc            | Tất My Ly            |
| Dekisugi        | Hagino Shihoko       | Kiêm Tiến            | Thanh Lộc            |
| Mẹ của Nobisuke | Miki Ito             | Xuân Trang           | Kiều Oanh            |
| Oro             | Fujimoto Yuzuru      | Tất My Ly            | Hạnh Phúc            |
| Furumo          | Kisaichi Atsushi     | Minh Triết           | Tấn Phong            |
| Aruko           | Nishirin Taro        | Văn Tài              | Quang Tuyên          |
| Dogo            | Mizuki Nakamura      | Trường Tân           | Tuấn Anh             |
| Fuku            | Suzuki Fuku          | Thùy Hằng            | Ái Phương            |
| Rokku           | Shimaka Yuu          | Trí Luân             | Chơn Nhơn            |
| Sukai           | Aikawa Rikako        | Kim Phước            | Huyền Trang          |
| Suneiku         | Futamata Issei       | Tiến Đạt             | Chánh Tín            |

## Nhạc nền
| STT | Nhan đề                                                                        | Thời lượng |
| --- | ------------------------------------------------------------------------------ | ---------- |
| 1.  | "Golden Hecules no Densetsu" (ゴールデンヘラクレスの伝説)                      | 1:41       |
| 2.  | "Zetsumetsu Dōbutsu Special no Theme" (絶滅動物スペシャルのテーマ)             | 1:14       |
| 3.  | "Lost Island" (ロストアイランド)                                               | 0:54       |
| 4.  | "Time Trip To 80 ’~'Seishun no Kaze'" (タイムトリップ・トゥ・80’~「青春の風」) | 0:19       |
| 5.  | "Yōkoso, Beregamond Shima e!" (ようこそ、ベレーガモンド島へ!)                  | 1:50       |
| 6.  | "Zetsumetsu Dōbutsu no Kuni" (絶滅動物の国)                                    | 1:09       |
| 7.  | "Wasurenbou" (ワスレンボウ)                                                    | 0:59       |
| 8.  | "Saber Tiger" (サーベルタイガー)                                               | 2:13       |
| 9.  | "Nobita no Umaretahi" (のび太の生まれた日)                                     | 1:53       |
| 10. | "Kelly Hakase no Kenkyū" (ケリー博士の研究)                                    | 1:41       |
| 11. | "Elamosuterum no Kōgeki" (エラモステルウムの攻撃)                              | 1:52       |
| 12. | "Futari no Nobita" (二人ののび太)                                              | 2:18       |
| 13. | "Shinpi no Izumi" (神秘の泉)                                                   | 1:09       |
| 14. | "Futari no Nobita" (空からの襲撃)                                              | 1:37       |
| 15. | "Tiger Rock no Michi" (タイガーロックへの道)                                   | 1:12       |
| 16. | "Sherman no Saishū Heiki ~ Chikai o Mune ni" (シャーマンの最終兵器~誓いを胸に) | 1:23       |
| 17. | "Gairyū Meka VS Kyodai Kabu Dai" (鎧竜メカVS巨大カブ太)                        | 2:38       |
| 18. | "Kiseki no Shima" (奇跡の島)                                                   | 2:12       |

## Phòng vé
Phim được công chiếu trên 359 cụm rạp toàn nước Nhật, trong hai ngày đầu 3 và 4 tháng 3 năm 2012 phim thu về 552.616.950 Yên từ 485.465 vé đứng vị số một trên bảng xếp hạng phòng vé.Theo một cuộc khảo sát của Pia trong ngày đầu công chiếu về mức độ hài lòng của khán giả về bộ phim thì phim được xếp hạng nhất. Đến ngày thứ 9 tuần hai phim đạt doanh thu 1.068.714.000 Yên từ 942.716 lượt vé. Sang tuần thứ ba tổng số người xem ước đạt 1 triệu, đứng đầu bảng xếp hạng phòng vé. Tuần thứ tư phim có doanh thu 2.043.406.400 Yên với 1.822.280 lượt người xem.. Qua tuần 5 phim đạt 2.5 tỉ Yên từ 2.5 triệu vé người xem tiếp tục đứng đầu bảng xếp hạng phòng vé. Như vậy phim 5 tuần liên tiếp đứng đầu phòng vé kể từ Doraemon: Nobita và cuộc đại thủy chiến ở xứ sở người cá giai đoạn từ 2005 cho đến nay. Tổng doanh thu cuối cùng của phim là 3.62 tỉ Yên phá vỡ kỉ lục phim "Doraemon: Tân Nobita và chuyến phiêu lưu vào xứ quỷ - 7 nhà phép thuật" (2007)（doanh thu 3.54 tỉ Yên）

## Chủ đề động vật tuyệt chủng
- Ceratogaulus
- Chalicotherium
- Dodo
- Elasmotherium
- Gastornis
- Glyptodon
- Machairodus
- Megatherium
- Moa
- Paraceratherium

## Catch Copy
- DORAEMON THE MOVIE 2012
- Đi nào! Hòn đảo của ước mơ và hi vọng (進め!夢と希望の島へ。)